# Steven Wayne Lindsey
Steven Wayne Lindsey (Arcadia, Kalifornia, 1960. augusztus 24. –) amerikai pilóta, űrhajós, ezredes.

## Életpálya
1982-ben a Haditengerészeti Akadémián (USAF Academy) szerzett mérnöki diplomát. 1983-ban kapott repülőgép vezetői jogosítványt. Szolgálati repülőgépe az RF–4C Phantom II volt. 1982-1983 között harci pilóta. 1984-1987 között Akadémiai oktató. 1987-től műszaki doktori képzésben részesült. 1989-ben tesztpilóta kiképzés kapott. Az F–16 és az F–4 repülőgépek variációit repülte, tesztelte. 1990-ben az USAF Institute of Technology keretében megvédte diplomáját. 
Több mint 4500 órát tartózkodott a levegőben, több mint 50 különböző típusú repülőgépen teljesített szolgálatot.
1994. december 9-től a Lyndon B. Johnson Űrközpontban részesült űrhajóskiképzésben. 2006-tól 2009-ig az Űrhajózási Hivatal (JSC) vezetője. Öt űrszolgálata alatt összesen 62 napot, 22 órát és 33 percet (1510 óra) töltött a világűrben. Űrhajós pályafutását 2011. július 5-én fejezte be.

## Űrrepülések
- STS–87, a Columbia űrrepülőgép 24. repülésének pilótája. Az amerikai mikrogravitációs laboratóriumban (USMP–4) a legénység 12 órás munkaciklusokban végezte az előírt szakmai programot. A második űrséta alatt Lindsey tesztelte az első Robotic Cameraát (AERCam Sprint). Első űrszolgálata alatt összesen 15 napot, 16 órát és 34 percet (376 óra) töltött a világűrben. 10 500 000 kilométert (6 500 000 mérföldet) repült, 250 kerülte meg a Földet.
- STS–95, a Discovery űrrepülőgép 25. repülésének pilótája. Tesztelték a Hubble űrtávcső működését. A beépített RMS manipulátor kart működtette. Második űrszolgálata alatt összesen 8 napot, 21 órát és 44 percet (213 óra) töltött a világűrben. 5 800 000 kilométert (3 600 000 mérföldet) repült, 135 kerülte meg a Földet.
- STS–104, a Atlantis űrrepülőgép 24. repülésének parancsnoka. A küldetés során szállították a Quest zsilipkamrát, amit a Canadarm2 segítségével csatlakoztattak a Nemzetközi Űrállomáshoz (ISS). Harmadik űrszolgálata alatt összesen 12 napot, 18 órát és 35 percet (306 óra) töltött a világűrben. 8 500 000 kilométert (5 300 000 mérföldet) repült, 200 alkalommal kerülte meg a Földet.
- STS–121, a Discovery űrrepülőgép 32. repülésének parancsnoka. Tesztelték az űrrepülőgép új biztonsági rendszerét. Logisztikai (víz, élelmiszer, tudományos anyagok és eszközök) anyagokat szállítottak a Nemzetközi Űrállomásra (ISS). Negyedik űrszolgálata alatt összesen 12 napot, 18 órát, 37 percet és 54 másodpercet (306 óra) töltött a világűrben. 8 500 000 kilométert (5 200 000 mérföldet) repült, 202 alkalommal kerülte meg a Földet.
- STS–133 a Discovery űrrepülőgép 39. repülésének parancsnoka. Ötödik űrszolgálata alatt összesen 12 napot, 19 órát és 04 percet (307 óra) töltött a világűrben. 8 536 190 kilométert (5 304 140 mérföldet) repült, 202 alkalommal kerülte meg a Földet.